# U-676
Unterseeboot 676 foi um submarino alemão do Tipo VIIC, pertencente a Kriegsmarine que atuou durante a Segunda Guerra Mundial.

## Comandantes
| Comandante         | Data                                          |
| ------------------ | --------------------------------------------- |
| Kptlt. Werner Sass | 4 de agosto de 1943 - 19 de fevereiro de 1945 |

## Subordinação
Durante o seu tempo de serviço, esteve subordinado às seguintes flotilhas:
| Período                                           | Flotilha                                  |
| ------------------------------------------------- | ----------------------------------------- |
| 4 de agosto de 1943 - 31 de agosto de 1944        | 5. Unterseebootsflottille (treinamento)   |
| 1 de setembro de 1944 - 15 de fevereiro de 1945   | 8. Unterseebootsflottille (serviço ativo) |
| 16 de fevereiro de 1945 - 19 de fevereiro de 1945 | 4. Unterseebootsflottille (serviço ativo) |